# Агаруб
Агаруб (кар. Aghurubw; неизвестно, Сатавал, Satawal Municipality — XIX век, Сайпан) — каролинский вождь и навигатор, который привёл своих людей с атолла Сатавал на остров Сайпан в XIX веке.

## Биография
В 1815 году на Каролинские острова обрушился тайфун, вызвавший разрушения. Вождь Агаруб из клана Гатолиюл, и вождь Нугушул с атолла Элато попросили разрешения на переселение на остров Сайпан у испанского губернатора, Фаральона де Мединильи. Каролинцам было разрешено переселиться, дабы управлять фермами со скотом. Также, испанские колониальные власти разрешили им посещать остров Тиниан, находящийся рядом с Сайпаном.
Агаруб получил сертификат и традиционные символы лидера; ему была выдана трость и цилиндр, за последний его называли «parúng» (в переводе — «шляпа»). Он стал верховным вождём.
Дабы добраться до Сайпана, каролинцы под предводительством Агаруба использовали древний морской путь, известный как «metawal wool». Они приплыли на пляж, называемый «Микро-Бич» (англ. Micro Beach), и основали там деревню, которую Агаруб назвал «Арабвал» (кар. Arabwal).
Он умер в той же деревне, и был похоронен на острове Маньягаха, который стал для каролинцев священным местом, куда они приезжают раз в год. На острове стоит его статуя.
Существует день в его честь, считающийся важной частью культуры каролинцев; также, кланом Гатолиюл был основан фонд его имени.